# Taurillon
Pour les articles homonymes, voir Taurillon (homonymie).

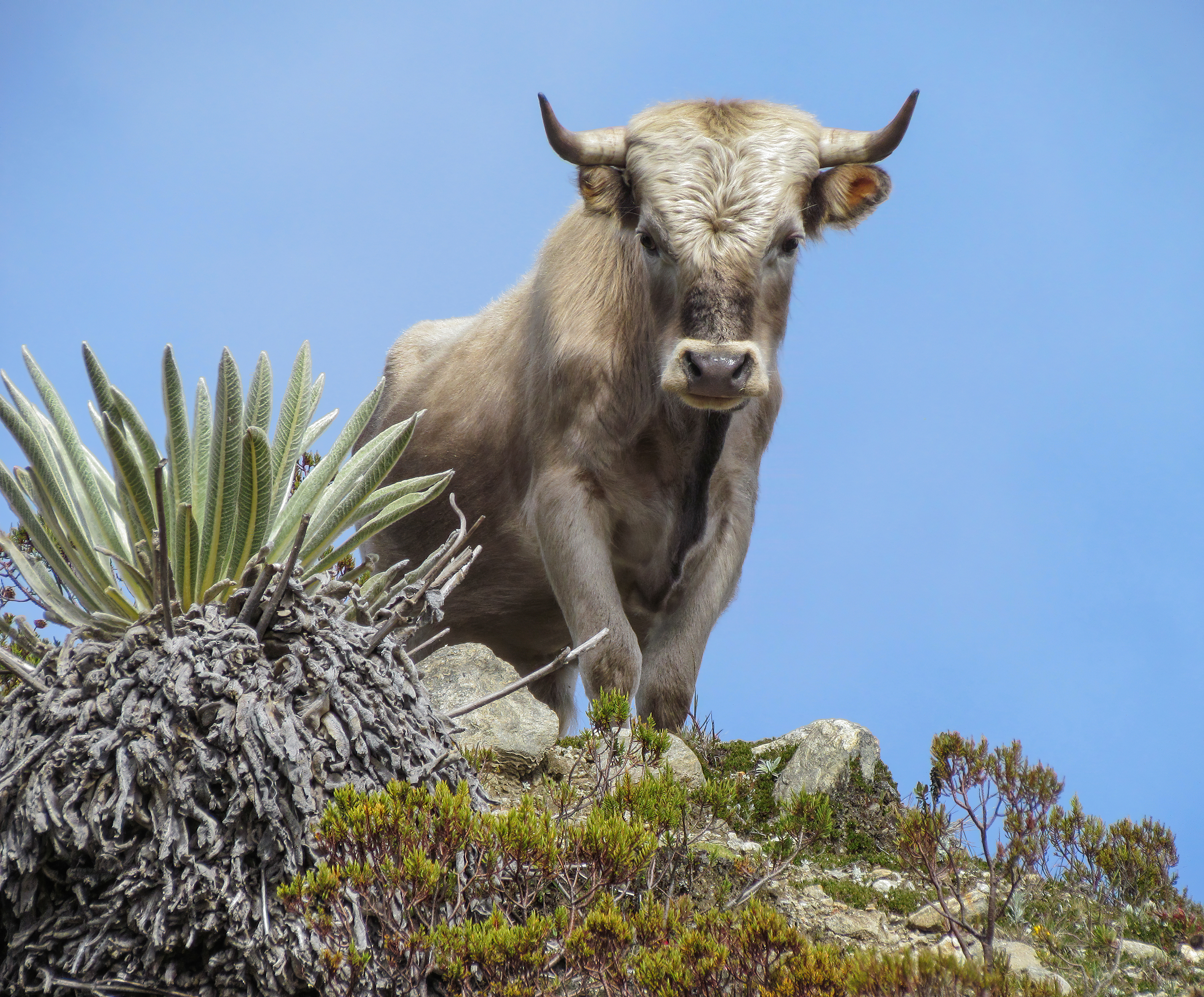
Taurillon charolais sauvage dans la Sierra Nevada de Mérida à 4600 mètres d'altitude, Venezuela.

Un taurillon est un jeune bovin mâle non castré élevé pour produire de la viande ou un géniteur.
Les taurillons peuvent être nourris à l'herbe, à l'enrubannage d'herbe, à l'ensilage. Pour une production de viande, ils peuvent être majoritairement complémentés d'aliments concentrés ou de céréales de manière à obtenir un taux d'engraissement rapide. Ils sont alors abattus vers 15 à 18 mois. 